# درجه افتخاری (نظامی)

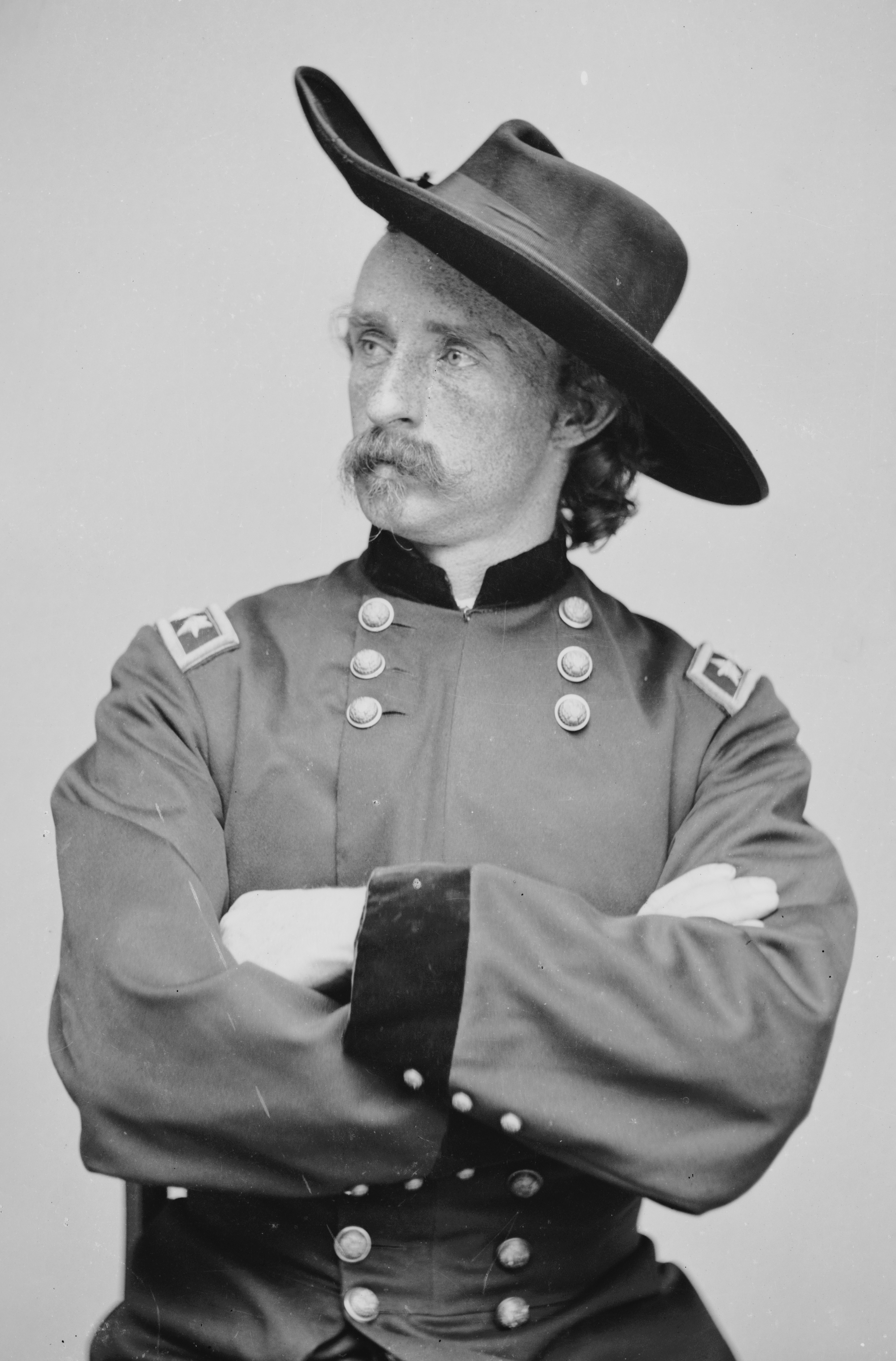
درجه افتخاری به یک فرد

درجه افتخاری (انگلیسی: Brevet) عنوان یک تقدیر یا تشویق تمثیلی به یک افسر نظامی به سبب پاداش برای رفتار عبرت‌انگیز یا شایسته تقدیر می‌باشد. این عنوان، تنها یک حرکت نمادین و تمثیلی و فاقد اعطای قدرت و اختیارات واقعی به فرد می‌باشد.